# Kofeina
Kofeina (łac. coffeinum) – organiczny związek chemiczny, alkaloid purynowy znajdujący się w ziarnach kawy i wielu innych surowcach roślinnych. Może również być otrzymywana syntetycznie. Została odkryta przez niemieckiego chemika Friedricha Ferdinanda Rungego w 1819 roku. W zależności od źródła nazywana jest także teiną (gdy źródłem jest herbata), guaraniną (gdy pochodzi z guarany) i mateiną (gdy pochodzi z yerba mate).
Kofeina jest środkiem psychoaktywnym z grupy stymulantów. Jest stosowana jako dodatek do niektórych produktów, w tym napojów energetyzujących, a także do innych napojów, przede wszystkim gazowanych (na przykład coli). Po dłuższym okresie regularnego przyjmowania kofeiny występuje zjawisko tachyfilaksji (tolerancji), czyli stopniowego osłabienia odpowiedzi biologicznej ustroju.

## Występowanie

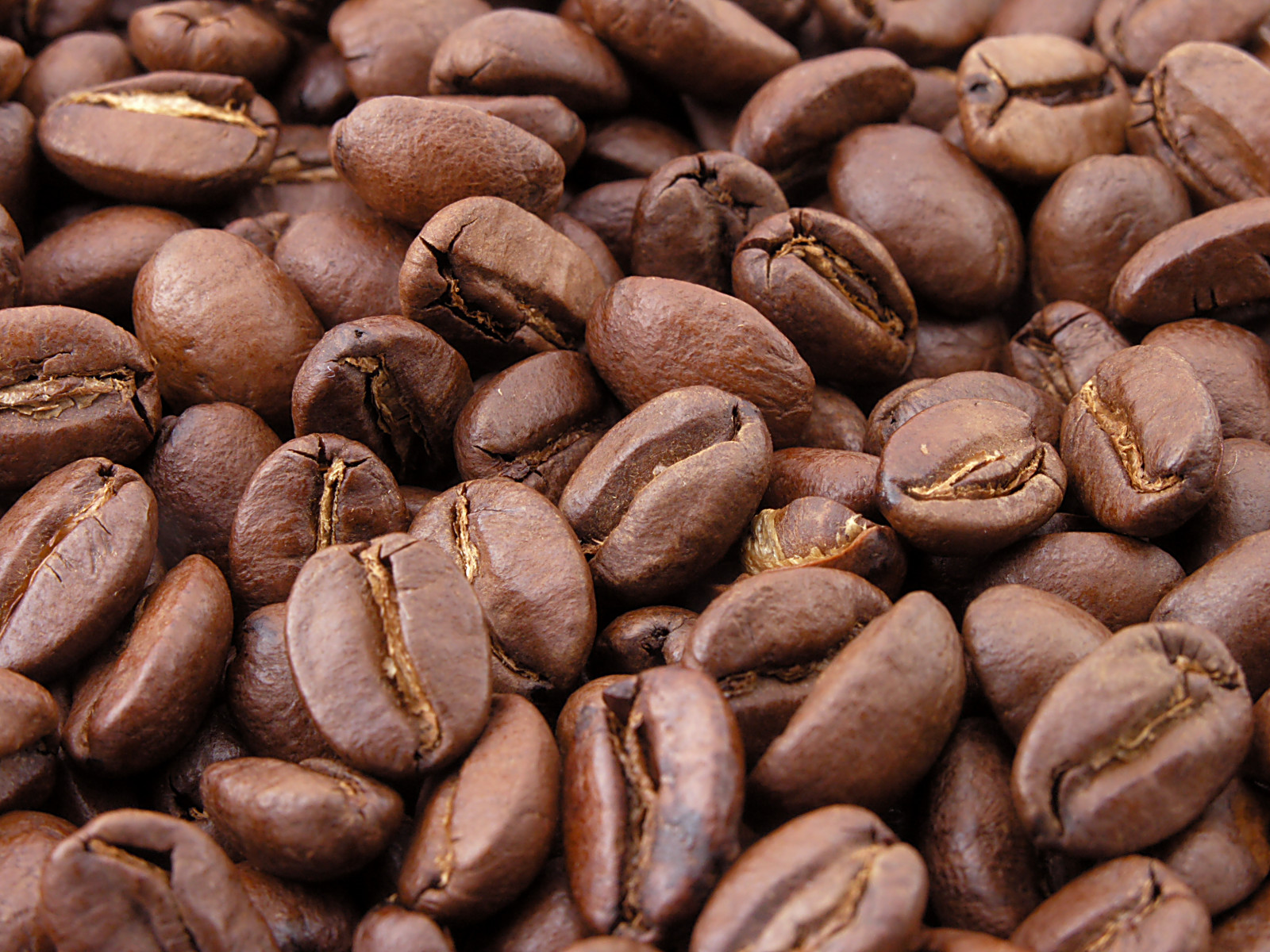
Palone ziarna kawy, najważniejsze światowe źródło kofeiny

Kofeina występuje w różnych częściach wielu gatunków roślin, które wykorzystują ją jako naturalny pestycyd. Szczególnie duże stężenia zanotowano w siewkach rozwijających liście, które nie mają ochrony mechanicznej; kofeina działa paraliżująco, a nawet zabójczo na owady, które żerują na tego typu roślinach. Podwyższony poziom kofeiny zanotowano również w glebie otaczającej sadzonki kawowca.
Najbardziej rozpowszechnionymi źródłami kofeiny są kawa, herbata i w mniejszym stopniu kakao. Rzadziej używa się w tym celu liści ostrokrzewu paragwajskiego (yerba mate) i nasion guarany, stosowanych do przyrządzania herbat i napojów energetyzujących. Dwie z alternatywnych nazw omawianego związku, mateina i guaranina, odnoszą się bezpośrednio do odpowiednich roślin. Niektórzy miłośnicy yerby mate zapewniają, że mateina jest stereoizomerem kofeiny, co czyniłoby je dwoma różnymi środkami. Takie twierdzenia są fałszywe, gdyż kofeina jest cząsteczką achiralną, z definicji niemogącą posiadać żadnych izomerów optycznych – w tym enancjomerów. Rozbieżność w doświadczanych doznaniach czy skutkach działania kofeiny różnego pochodzenia może być związana z faktem, iż oprócz kofeiny surowce roślinne zawierają szeroki zakres innych alkaloidów purynowych (ksantyn), w tym działające stymulująco na akcję serca teofilinę i teobrominę oraz zupełnie odrębne substancje (np. polifenole), mogące tworzyć z kofeiną nierozpuszczalne kompleksy.
| Produkt                           | Wielkość porcji | Zawartość w porcji (mg) | Zawartość w litrze (mg) |
| --------------------------------- | --------------- | ----------------------- | ----------------------- |
| Tabletka kofeiny (regular)        | 1 tabletka      | 100                     | –                       |
| Tabletka kofeiny (extra strength) | 1 tabletka      | 200                     | –                       |
| Środek przeciwbólowy              | 1 tabletka      | 65                      | –                       |
| Czekolada gorzka                  | 1 listek (43 g) | 31                      | –                       |
| Czekolada mleczna                 | 1 listek (43 g) | 10                      | –                       |
| Kawa parzona                      | 207 ml          | 80–135                  | 386–652                 |
| Kawa bezkofeinowa                 | 207 ml          | 5–15                    | 24–72                   |
| Espresso                          | 44–60 ml        | 100                     | 1691–2254               |
| Kawa Arabica/Robusta              | 355 ml          | 240                     | 650–700                 |
| Herbata czarna                    | 177 ml          | 18–107                  | 100–594                 |
| Herbata zielona                   | 177 ml          | 30–81                   | 169–450                 |
| Coca-Cola Classic                 | 355 ml          | 34                      | 96                      |
| Mountain Dew                      | 355 ml          | 54,5                    | 154                     |
| Jolt Cola                         | 695 ml          | 280                     | 402                     |
| Red Bull                          | 250 ml          | 80                      | 320                     |
| XS Energy Drink                   | 250 ml          | 83                      | 332                     |

Najważniejsze światowe źródło kofeiny stanowią ziarna kawowe (będące nasionami roślin z rodzaju kawowców), z których przygotowuje się kawę. Zawartość kofeiny w kawie zmienia się zależnie od gatunku kawowca, z którego pochodzą nasiona, sposobu przygotowywania nasion do spożycia oraz przyrządzania napoju; nawet nasiona z pojedynczej rośliny mogą wykazywać wahania jej stężenia. Mocno spiekane ziarna są w nią uboższe niż krócej palone, ponieważ palenie prowadzi do zmniejszenia zawartości kofeiny. Kawa Arabica zwykle zawiera mniej kofeiny niż odmiana Robusta. W kawie występują również śladowe ilości teofiliny; nie stwierdzono zaś obecności teobrominy.
Herbata to inne popularne źródło kofeiny. Jej zawartość w suszu jest większa niż w przypadku ziaren kawy, jednak do gotowego napoju przechodzi w znacznie mniejszej ilości z powodu mało intensywnego parzenia. Oprócz mocy naparu, na jej ostateczne stężenie wpływają warunki uprawy, technika przerobu itp. – sama intensywność barwy nie ma większego znaczenia. Przykład może stanowić japońska zielona herbata gyokuro, posiadająca znacznie większą zawartość kofeiny niż ciemniejsze odmiany (np. lapsang souchong).
Kofeina jest również powszechnym składnikiem napojów typu cola, pierwotnie przygotowywanych z ziaren drzewa koli. Jedna porcja zawiera zwykle 10 do 50 miligramów kofeiny. Dla odmiany napoje energetyczne w rodzaju Red Bulla zawierają najczęściej powyżej 80 mg w pojedynczym opakowaniu. Do takich celów można stosować kofeinę zawartą naturalnie w używanych składnikach, jak również będącą produktem procesu dekofeinacji lub typowej syntezy chemicznej. Guarana, kluczowy składnik wielu napojów energetycznych, zawiera duże ilości kofeiny oraz mniejsze teobrominy i teofiliny wraz z naturalnymi środkami opóźniającymi ich uwalnianie.
Czekolada jako produkt otrzymywany z ziaren kakaowca charakteryzuje się niską zawartością kofeiny. Słaby efekt pobudzający tego przysmaku może wynikać zarówno z działania kofeiny, jak i teobrominy czy teofiliny. Pojedyncza porcja zawiera zbyt małą ich ilość, aby móc wywołać efekty porównywalne z działaniem kawy. Kostka mlecznej czekolady o masie 28 gramów ma tyle samo kofeiny, co filiżanka kawy bezkofeinowej.
W ostatnich latach niektórzy producenci zaczęli dodawać kofeinę do środków czystości (szamponów, mydła), twierdząc, że może być ona wchłaniana poprzez skórę. Skuteczność takich produktów nie została potwierdzona; nie mogą one zauważalnie wpływać na ośrodkowy układ nerwowy, ponieważ kofeina nie jest skutecznie absorbowana na takiej drodze.
Różni producenci oferują kofeinę w postaci tabletek, jako środek farmaceutyczny mający poprawić sprawność umysłową. Takie zastosowanie jest rezultatem badań naukowych wskazujących, że przyjmowanie kofeiny (w postaci tabletek lub innej) skutkuje zmniejszonym odczuwaniem zmęczenia i podwyższonym stopniem uwagi. Głównymi odbiorcami są studenci intensywnie uczący się podczas sesji, a także kierowcy kursujący na długich trasach.

## Historia

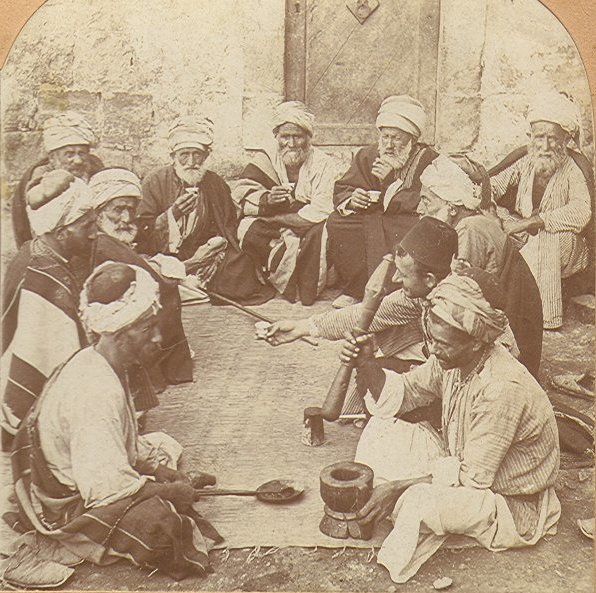
Kawiarnia w Palestynie, około roku 1900

Ludzie spożywali kofeinę od czasów epoki kamiennej. Początkowo zauważono, że żucie nasion, kory lub liści pewnych roślin powoduje zniesienie uczucia zmęczenia, pobudza świadomość i poprawia samopoczucie. Znacznie później człowiek zorientował się, że może zwiększyć skuteczność takiego specyfiku zanurzając składniki w gorącej wodzie. W wielu kulturach zachowały się legendy przypisujące odkrycie takich roślin osobom żyjącym przed tysiącami lat.
Zgodnie z popularnym podaniem chińskim, cesarz Shennong, mający panować około 3000 p.n.e., przypadkowo odkrył właściwości herbaty, gdy kilka liści pobliskiego drzewa spadło do gotującego się wrzątku, dając w efekcie orzeźwiający i pokrzepiający napój. Shennong jest również wspomniany w słynnym dziele Cha Jing autorstwa Lu Yu, będącym traktatem poświęconym w całości herbacie.
Historia kawy ma swoje początki w IX wieku n.e. W tym czasie ziarna kawy były dostępne tylko w ich pierwotnym miejscu występowania – na terenie Etiopii. Rozpowszechniona legenda przypisuje jej odkrycie pasterzowi Kaldiemu, który zauważył, że kozy, które pasły się wśród zarośli, stały się pobudzone i odporne na sen. Spróbowawszy sam owoców pochodzących z rosnących tam krzewów, doświadczył podobnego przypływu sił.
Najwcześniejszą pisemną wzmianką o kawie może być uwaga o Bunchumie w pracach IX-wiecznego medyka perskiego al-Raziego. W 1587, Malaye Jarizi stworzył pracę przytaczającą historię oraz kontrowersje prawne narosłe wokół kawy, zatytułowaną Undat al safwa fi hill al-qahwa. W dziele tym Jarizi podaje szejka Jamala-al-Dina al-Dhabhaniego, muftiego Adenu, jako pierwszą osobę, która rozpoczęła stosowanie kawy w 1454 roku. W XV wieku sufici z Jemenu zwyczajowo używali kawy do podtrzymania skupienia podczas modlitw.
Pod koniec XVI wieku ukazuje się pierwsza wzmianka o kawie autorstwa Europejczyka osiadłego w Egipcie, która w tym okresie powoli rozpowszechnia się na całym obszarze Bliskiego Wschodu. Docenienie roli kawy jako napoju w Europie, gdzie była wpierw znana pod nazwą „wina arabskiego”, ma początek już w wieku XVII. W tym okresie rozpoczęły działalność pierwsze „kawiarnie”, położone najpierw w Konstantynopolu i Wenecji. W Wielkiej Brytanii pierwszy tego rodzaju przybytek został otwarty w Londynie w 1652 roku na St. Michael’s Alley (okręg Cornhill). Kawiarnie szybko zdobyły popularność w całej Europie Zachodniej (do Polski moda ta dotarła w 1724 roku), odgrywając poważną rolę w kształtowaniu stosunków społecznych na przestrzeni XVII i XVIII wieku.
Wykorzystanie orzechów koli, tak jak wcześniej wspomnianych używek, zdaje się mieć początki już w zamierzchłych czasach. Były one żute przez członków wielu zachodnioafrykańskich kultur, na osobności lub gromadnie, w celu odzyskania sprawności i złagodzenia dolegliwości na tle głodowym. Ogólnoświatowa kariera tego produktu rozpoczęła się w 1886 roku, kiedy aptekarz z Atlanty John S. Pemberton stworzył recepturę napoju na bazie ekstraktu z koli i koki, ochrzczonego „Coca-Colą”. W 1911 stał się on powodem ogromnego poruszenia opinii publicznej, kiedy rząd amerykański skonfiskował 40 beczek i 20 beczułek syropu Coca-Coli w Chattanoodze, zarzucając, że sztucznie dodawana kofeina w napoju jest szkodliwa dla zdrowia. 13 marca 1911 roku rozpoczął się proces sądowy The United States v. Forty Barrels and Twenty Kegs of Coca-Cola, mający zmusić firmę do usunięcia kofeiny z formuły sztandarowego produktu. Końcowy wyrok Sądu Najwyższego zapadł na korzyść producenta, nie powstrzymując jednak Izby Reprezentantów przed wprowadzaniem dwóch poprawek do Pure Food and Drug Act (Ustawy o czystości żywności i leków), nakazujących dodanie kofeiny do spisu substancji potencjalnie szkodliwych, które muszą być zawsze wyszczególniane na opakowaniu.
Ziarna kakaowca były wykorzystywane przez Majów już 600 lat p.n.e., o czym świadczą osady w zachowanych naczyniach. W Nowym Świecie czekolada była spożywana w formie gorzkiego i ostrego napoju zwanego xocoatl, często zaprawianego wanilią, papryką chili i achiote. Wierzono, że xocoatl pomaga zwalczać zmęczenie, co prawdopodobnie wynikało z zawartej w nim teobrominy i kofeiny. Czekolada w prekolumbijskiej Mezoameryce stanowiła towar luksusowy, a nasion kakaowca często używano jako środka płatniczego.
Xocoatl przywieźli do Europy Hiszpanie, gdzie stał się popularnym napojem około roku 1700. Zapoczątkowali również uprawy kakaowca w Indiach Zachodnich oraz na Filipinach. W alchemii kakao wykorzystywano pod nazwą „czarnych nasion”. W 1689 uznany lekarz i poborca podatkowy Hans Sloane, przebywając na Jamajce, wynalazł słodką, mleczną wersję tego napoju. Był on pierwotnie przygotowywany przez lokalnych aptekarzy, aż do 1897 roku, kiedy prawa do jego wyrobu nabyli bracia Cadbury. Czekoladę w formie tabliczek zaczęto wyrabiać dopiero w okresie rewolucji przemysłowej; przyczyniły się do tego usprawnienia technologiczne wprowadzone przez holenderską rodzinę van Houtenów.
Liście i łodygi ostrokrzewu Ilex vomitoria były stosowane przez Indian Ameryki Północnej do parzenia herbaty zwanej Asi lub czarnym wywarem już w starożytności, być może od epoki archaicznej. W Ameryce Południowej porównywalne znaczenie osiągnął napój sporządzany z odmiany Ilex paraguariensis zwany yerba mate. Historia jego popularności sięga połowy XVII wieku, kiedy to do dorzeczy Parany przybyli misjonarze jezuiccy. Doceniwszy zalety napoju przyrządzonego ze sproszkowanych liści i pędów, rozpropagowali go w Europie jako alternatywę sprowadzanej z Azji herbaty.
Miano systematyczne guarany (Paullinia cupana) pochodzi od jej pierwotnego odkrywcy, niemieckiego botanika C.F. Pauliniego, żyjącego na przełomie XVII i XVIII wieku. Nasiona guarany, zwanej tak od indiańskiego plemiona Guarani, były przez wieki używane przez mieszkańców dorzecza Amazonii do przywracania utraconych sił; o ich cudownych właściwościach krążyły nieprawdopodobne pogłoski. Zastosowania komercyjne surowca roślinnego zaczęły upowszechniać się po 1958, od kiedy to stał się nieodzownym składnikiem wielu napojów gazowanych zarówno w Brazylii, jak i Stanach Zjednoczonych.
W 1819 niemiecki chemik Friedrich Ferdinand Runge odkrył istnienie kofeiny w trakcie analizy składników kawy, co według własnych słów, miał zrobić na życzenie Johanna Wolfganga von Goethego. Runge nie otrzymał jednak czystej kofeiny, zrobił to dopiero dwa lata później Pierre Jean Robiquet. W 1827 Oudry uzyskał z herbaty „teinę”, a w roku 1838 Gerardus Johannes Mulder i Carl Jobst wykazali, że teina i kofeina to ten sam związek. W 1897 r. struktura została potwierdzona przez z Hermanna Emila Fischera. Między innymi za tę pracę Fischer został wyróżniony w 1902 Nagrodą Nobla.

## Otrzymywanie i właściwości
Czysta kofeina to biały proszek lub kryształy o kształcie igieł, bez zapachu, o gorzkim smaku.

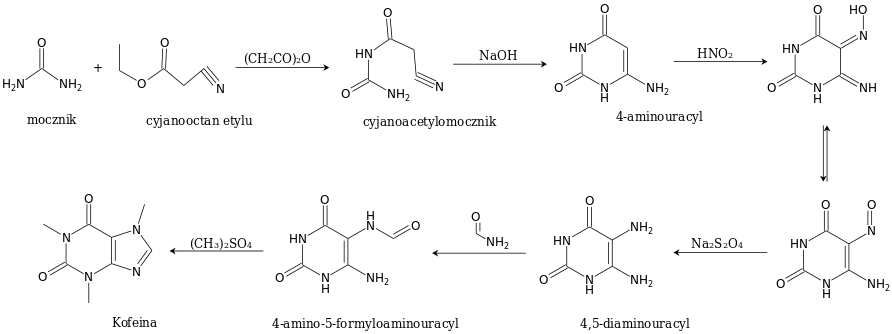
Schemat syntezy kofeiny metodą Bobrańskiego i Synowiedzkiego

Atomy w cząsteczce kofeiny położone w jednej płaszczyźnie, a cała cząsteczka ma charakter aromatyczny. Będąc szeroko dostępna jako produkt dekofeinacji, kofeina nie jest zazwyczaj otrzymywana na drodze syntezy chemicznej. Przez większa dostępność w przyrodzie teobrominy dużą ilość kofeiny otrzymuje się przez jej metylowanie. Wśród metod syntetycznych można wyróżnić syntezy Fischera i Traubego, w których produktem wyjściowym jest kwas moczowy oraz metodę Bobrańskiego i Synowiedzkiego wykorzystującą mocznik.

## Farmakologia
Światowe spożycie kofeiny szacuje się na poziom około 120 000 ton rocznie, dzięki czemu jest ona najbardziej popularnie stosowaną substancją o działaniu psychoaktywnym. Taka liczba odpowiada średnio jednej filiżance kawy spożywanej przez każdego człowieka na planecie raz dziennie. Kofeina stymuluje działanie ośrodkowego układu nerwowego oraz zwiększa metabolizm i jako taka jest używana zarówno w celach konsumpcyjnych oraz leczniczych. Zmniejsza odczucie zmęczenia fizycznego i przywraca ostrość umysłu w warunkach słabości lub sennego nastroju. Kofeinę i inne pochodne metyloksantyny stosuje się do leczenia bezdechu u noworodków oraz regulacji rytmu serca. Kofeina wpływa głównie na wyższy szczebel układu nerwowego, działając pobudzająco, zwiększając koncentrację i uwagę, ułatwiając formułowanie myśli i ogólną koordynację ciała. Dopiero w większych dawkach wywiera efekt również na poziomie rdzenia kręgowego. Będąc przyswojona przez organizm, przechodzi przez złożone procesy chemiczne, zgodnie z kilkoma różnymi mechanizmami, co opisano poniżej.

### Metabolizm i okres półtrwania

Kofeina jest przetwarzana w wątrobie na trzy produkty: paraksantynę (84%), teobrominę (12%) oraz teofilinę (4%)

Kofeina z popularnych napojów jest wchłaniana w żołądku i jelicie cienkim w 45 minut po spożyciu, będąc w tym czasie rozprowadzana po całym organizmie. Jest z niego usuwana zgodnie z kinetyką I rzędu. Może być również absorbowana przez odbyt, co potwierdza skuteczność czopków złożonych z octanu ergotaminy i kofeiny (działających przeciwmigrenowo) i z chlorobutanolu i kofeiny (w celu leczenia niepowściągliwych wymiotów u ciężarnych).
Okres półtrwania kofeiny – w którym stężenie leku w osoczu ulega obniżeniu do połowy pierwotnej wartości – jest osobniczo zmienny, ze względu na takie czynniki jak wiek, stan wątroby, okres ciąży u kobiet, jednoczesne przyjmowanie kilku leków, oraz aktualny poziom enzymów wątrobowych potrzebnych do przetworzenia kofeiny. U zdrowych dorosłych przyjmuje wartość około 4,9 godziny. U kobiet przyjmujących doustne środki antykoncepcyjne zwiększa się do 5–10, a u ciężarnych trwa 9–11 godzin. U pacjentów z chorobami wątroby o ostrym przebiegu kofeina może gromadzić się w organizmie, zwiększając omawianą wartość nawet do 96 godzin. U niemowląt i dzieci okres półtrwania jest dłuższy niż w wypadku dorosłych; u noworodków może dochodzić do 30 godzin. Z drugiej strony istnieją czynniki skracające czas potrzebny na jej metabolizm, na przykład palenie papierosów.
Kofeina jest metabolizowana w wątrobie przez system oksydazy cytochromowej P450 (izozym 1A2) do trzech dimetyloksantyn, każdej posiadającej swój własny wpływ na funkcjonowanie organizmu:
- paraksantyny (84%) – zwiększającej lipolizę, prowadzącej do podniesienia poziomu glicerolu i wolnych kwasów tłuszczowych we krwi;
- teobrominy (12%) – rozszerzającej naczynia krwionośne i zwiększającej objętość moczu. Teobromina jest głównym alkaloidem zawartym w kakao, a przez to również w czekoladzie;
- teofiliny (4%) – rozkurczającej mięśniówkę gładką oskrzeli. Teofilina stosowana jest do leczenia astmy, przy czym dawka terapeutyczna wielokrotnie przewyższa ilość tego związku otrzymaną przez rozkład kofeiny.

Każdy z tych trzech metabolitów jest następnie dalej przetwarzany i wydalany razem z moczem.

### Mechanizm działania

Kofeina działa głównie jako antagonista receptorów adenozynowych w mózgu

Kofeina łatwo przekracza barierę krew-mózg. Po dotarciu do mózgu działa głównie jako antagonista receptorów adenozynowych. Przez podobieństwo strukturalne do cząsteczki adenozyny, wiąże się łatwo z jej receptorami występującymi na powierzchni komórek bez ich aktywacji. Z tego względu gra rolę inhibitora kompetycyjnego.
Adenozynę wykrywa się w każdej części ciała ze względu na rolę w podstawowym metabolizmie energetycznym związanym z ATP, jednak wewnątrz mózgu posiada jeszcze odrębną funkcję. Istnieje wiele dowodów, że stężenie adenozyny w mózgu jest zwiększane przez różnego rodzaju stres metaboliczny, w tym niedotlenienie i niedokrwienie. Dowody wskazują, iż adenozyna ochrania mózg ograniczając aktywność neuronów i zwiększając przepływ krwi. Z tego względu kofeina, przeciwdziałając wpływowi adenozyny, ma ogólnie działanie odhamowujące na mózg. Nie wykazano mimo to bezpośrednio, jak to zjawisko przekłada się na pobudzenie i zwiększenie koncentracji.
Adenozyna jest wyzwalana według złożonego mechanizmu. Istnieją wskazania, że pełni w pewnych przypadkach funkcję uwalnianego synaptycznie neuroprzekaźnika, ale adenozyna związana ze stanami stresowymi zdaje się być produktem pozakomórkowego metabolizmu ATP. Nie wydaje się możliwe, aby była zasadniczym neurotransmiterem dla jakiejkolwiek grupy neuronów, lecz raczej jest wyzwalana łącznie z innymi transmiterami przez część komórek nerwowych. W przeciwieństwie do większości neurotransmiterów, adenozyna prawdopodobnie nie jest składowana w pęcherzykach wyzwalanych przez zmianę napięcia, jednak i tego mechanizmu nie da się całkowicie wykluczyć.
Dotychczas opisano kilka klas receptorów adenozynowych, rozmieszczonych anatomicznie w zróżnicowany sposób. Receptory A1 są szeroko spotykane i przeciwdziałają poborowi jonów wapniowych. Receptory A2A są gęsto skupione w jądrach podstawnych, wzdłuż obszaru pełniącego kluczową funkcję w kontroli zachowania, lecz można je znaleźć również w innych częściach mózgu, w większym rozproszeniu. Uzyskano dowody, że receptory A2A wchodzą w interakcję z układem dopaminowym, zaangażowanym w mechanizmy nagrody i pobudzenia (A2A można znaleźć też na ścianach tętnic i błonach komórkowych krwinek).
Poza ogólną rolą ochronną dla układu nerwowego, istnieją przesłanki, aby wierzyć, że adenozyna może być bardziej specyficznie zaangażowana w sprawowanie kontroli rytmu snu i czuwania. Robert McCarley ze współpracownikami wykazał, że nagromadzenie adenozyny może być pierwotną przyczyną uczucia senności następującej po wzmożonym wysiłku umysłowym, a efekt ten może być wywierany zarówno przez hamowanie neuronów pobudzających przez receptory A1, jak i aktywację neuronów odpowiadających za sen przez wywieranie pośredniego wpływu na receptory A2A. Ostatnie badania dostarczają dodatkowych argumentów na rzecz roli receptorów A2A, pomijając struktury A1.
Część wtórnych efektów spożycia kofeiny jest spowodowana zjawiskami niezwiązanymi z adenozyną. Kofeina jest znana jak inhibitor kompetycyjny cAMP-fosfodiesterazy (cAMP-PDE), która zmienia cykliczny AMP (cAMP) w komórkach do formy niecyklicznej, pozwalając na jego ponowne użycie. Cykliczny AMP uczestniczy w aktywacji, na przykład, kinazy proteinowej A (PKA) w celu rozpoczęcia fosforylacji pewnych enzymów w syntezie glukozy. Blokując proces rozpadu cAMP, kofeina zwiększa i przedłuża działanie (a nawet wywołuje efekty działania) hormonu adrenaliny (oraz podobnych do niej amfetaminy, metamfetaminy, czy metylofenidatu) i innych działających na komórki przez układ cyklazy adenylowej (a więc np. CRH, FSH, LH, LPH, PTH, hCG, ACTH, TSH, MSH, kalcytoniny, glukagonu czy wazopresyny). Zwiększone stężenie cAMP w komórkach okładzinowych powoduje wzmożoną aktywację PKA, która z kolei pobudza czynność pompy protonowej H+/K+, skutkując zwiększonym wydzielaniem kwasu żołądkowego. Cykliczny AMP zwiększa również aktywność prądu jonowego If odpowiadającego bezpośrednio za zwiększenie częstotliwości skurczu serca.
Metabolity kofeiny również odpowiadają za jej końcowy wpływ. Paraksantyna odpowiada za wzrost lipolizy, uwalniającej glicerol i wolne kwasy tłuszczowe do krwi jako źródeł energii dla mięśni. Teobromina to wazodylatator zwiększający ilość tlenu i składników odżywczych dostarczanych do mózgu i mięśni. Teofilina działa jako środek zwiotczający – rozkurcza mięśnie gładkie, głównie w oskrzelikach, a także zwiększa częstość skurczów serca, jak i ich efektywność.

### Wpływ na zachowanie różnych organizmów

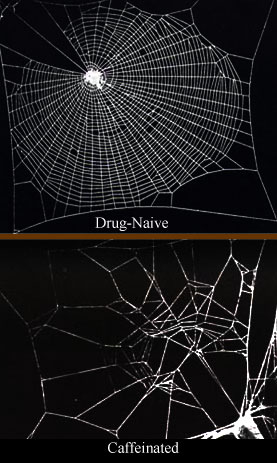
Zdjęcie przedstawia dwie sieci: górna została zrobiona przez zwykłego pająka, natomiast dolna, przez pająka odurzonego kofeiną

Kofeina wpływa na zachowanie różnych organizmów. Podobny do opisanego wyżej wobec komórek efekt związany z uwalnianiem jonów wapnia (choć bez zauważalnego udziału cAMP-fosfodiesterazy) pod wpływem kofeiny zaobserwowano również u organizmów jednokomórkowych (np. eugleny). W badaniach laboratoryjnych zarówno podawanie kofeiny, jak i dodatkowych jonów wapniowych, wywoływało metabolię, czyli gwałtowne skurcze komórki skutkujące wzmożoną ruchliwością (tzw. ruchy euglenoidalne). Zjawisko to blokowane było działaniem cyjanków i 2,4-dinitrofenolu.
Kofeina wpływa na zachowania społeczne mrówek. Po spożyciu kofeiny mrówki spotykające osobniki z obcej kolonii przejawiają mniej zachowań odstraszających niż zwykle, za to szybciej je atakują. W przypadku kontaktów z osobnikami z własnej kolonii natomiast wykazują więcej zachowań przyjaznych.

### Wpływ na organizm ludzki
Działanie kofeiny jest wielokierunkowe i nadal nie do końca poznane. Kofeina jest zaliczana do środków stymulujących, ponieważ działa pobudzająco na ośrodkowy układ nerwowy. Spożywana w umiarkowanych ilościach usuwa zmęczenie, polepsza nastrój i koncentrację, zwiększa wydolność fizyczną organizmu, wyostrza uwagę zwiększając funkcje kognitywne, np. pamięć roboczą. Niektóre badania wykazały, że kofeina upośledza neurogenezę w hipokampie, dlatego nie zaleca się jej spożywać kobietom w ciąży. Mimo tego faktu badania wskazują, że poprawia ona konsolidację wspomnień i pamięć długotrwałą oraz zapobiega demencji i prawdopodobnie chorobie Alzheimera.
Badania wskazują, że dwie filiżanki kawy dziennie zmniejszają ryzyko przedwczesnej śmierci w wyniku chorób serca, chorób płuc, udaru, infekcji, upadków, ale nie w wyniku chorób nowotworowych. Więcej niż trzy filiżanki czarnej herbaty dziennie zmniejszają ryzyko chorób serca i prawdopodobnie też innych. Należy jednak pamiętać, że kawa i herbata zawierają też wiele innych substancji prócz kofeiny, np. antyoksydanty i flawonoidy, które mogą mieć takie działanie. Nie stwierdzono zależności pomiędzy przewlekłym spożywaniem produktów zawierających kofeinę a występowaniem niemiarowości serca. W innych badaniach stwierdzono niższą częstość występowania migotania przedsionków u osób przyjmujących większe dawki kofeiny.
Zwiększa też uczucie niepokoju i lęku, ponieważ ma właściwości anksjogenne. Działa analeptycznie (czyli pobudza ośrodkowy układ nerwowy blokując receptory adenozynowe). Może działać nieco tymoleptycznie. Uczula receptory dopaminy na siebie. Posiada także właściwości pobudzające ośrodki wegetatywne: oddechowy, naczynioruchowy i nerwu błędnego. Pobudza korę mózgową. Przyspiesza procesy kataboliczne, zwiększając zapotrzebowanie na tlen. Zmniejsza napięcie mięśni gładkich naczyń krwionośnych. Pobudza wydzielanie soku żołądkowego. Wykazuje słabe działanie diuretyczne, przez co może korzystnie wpływać na pracę nerek. Wchłania się dobrze z przewodu pokarmowego i po zmetabolizowaniu wydala się z moczem. Stosowana w lecznictwie w postaci czystej lub w postaci rozpuszczalnych, równomolarnych mieszanin. Używana jako lek pomocniczy w silnym zatruciu alkoholem, atropiną, w zapaści w przebiegu chorób zakaźnych, niedociśnieniu, stanach wyczerpania fizycznego i umysłowego. Może być stosowana w astmie. Działa rozluźniająco na zwieracz wewnętrzny odbytu. Stosowana w ilościach 100–300 mg dziennie działa pozytywnie na wiele układów funkcjonalnych ludzkiego organizmu.
Kofeina powoduje uzależnienie fizyczne, choć słabsze niż np. nikotyna. Zespół abstynencyjny przejawia się zmęczeniem, pogorszeniem nastroju i koncentracji uwagi, często także bólem głowy. Nierzadko występuje również uzależnienie psychiczne. Ryzyko nadużywania kofeiny jest jednak znikome. Przyjmowanie większych dawek nie powoduje przyjemniejszych doznań, a wręcz przeciwnie, zwiększa subiektywne odczucia negatywne, m.in. lęk, niepokój, zdenerwowanie i ogólne pogorszenie nastroju. W badaniach klinicznych zademonstrowano wręcz unikanie dużych dawek przez ochotników. Tak więc kofeina, mimo że jest środkiem psychoaktywnym i do pewnego stopnia uzależniającym, nie zagraża funkcjonowaniu społeczeństwa, ponieważ ograniczenie spożywania następuje tutaj niejako samoistnie.
Kofeiny nie powinni spożywać diabetycy i osoby z cukrzycą w wywiadzie rodzinnym, ponieważ kofeina zwiększa insulinooporność. Paradoksalnie zjawisko to nie występuje w przypadku spożywania kawy. Wydaje się więc, że za ten pozytywny efekt jest odpowiedzialna jakaś inna substancja występująca w kawie. Ponadto kofeina nasila procesy glikogenolizy i lipolizy.
Kofeina zwiększa wydzielanie neuroprzekaźników: dopaminy, noradrenaliny, adrenaliny, acetylocholiny, serotoniny.. Mechanizm ten jest jednak wysoce skomplikowany. Uważa się, że za wzrost aktywności układu naczyniowo-ruchowego (m.in. wzrost akcji serca), odpowiada właśnie adrenalina oraz noradrenalina, zaś za poprawę nastroju i motywację widoczną u wielu konsumentów – dopamina oraz serotonina.
Dla większości ludzi spożywanie do 400 mg kofeiny dziennie nie wywołuje problemów zdrowotnych. Ilość ta odpowiada ok. 4 filiżankom kawy lub 10 puszkom napojów typu cola. Osoby nadwrażliwe na kofeinę, przyjmujące leki oraz kobiety w ciąży lub chcące zajść w ciążę powinny ograniczyć spożywanie produktów zawierających kofeinę lub skonsultować jej bezpieczną ilość z lekarzem.

### Przedawkowanie
Przedawkowanie kofeiny niesie za sobą poważne konsekwencje: przy przedawkowaniu powyżej 0,5 g powoduje silne pobudzenie psychoruchowe, przyspieszenie i niemiarowość rytmu serca, bardzo silne zwiększenie diurezy, nudności, wymioty i osłabienie. W skrajnych przypadkach (w silnym zatruciu) występują drgawki i porażenie ośrodka oddechowego. Dawka śmiertelna kofeiny dla dorosłego zdrowego człowieka wynosi ok. 10 gramów, śmierć następuje zazwyczaj w wyniku migotania komór serca. Prawdziwe zatrucia kofeiną są jednak rzadkie. W przypadku zatrucia stosuje się leczenie objawowe w tym za pomocą leków przeciwarytmicznych mających za zadanie przywrócić prawidłowy rytm serca, zwalniając jego rytm niebezpiecznie zwiększony przez kofeinę i stwarzającego ryzyko przejścia w migotanie komór a tym samym oznaczające zatrzymanie krążenia. Stosuje się w tym celu m.in. amiodaron. W przypadku wystąpienia migotania komór podejmuje się zabiegi resuscytacyjne podając jednocześnie leki przeciwarytmiczne jak amiodaron lub lidokaina.

### Lecznictwo

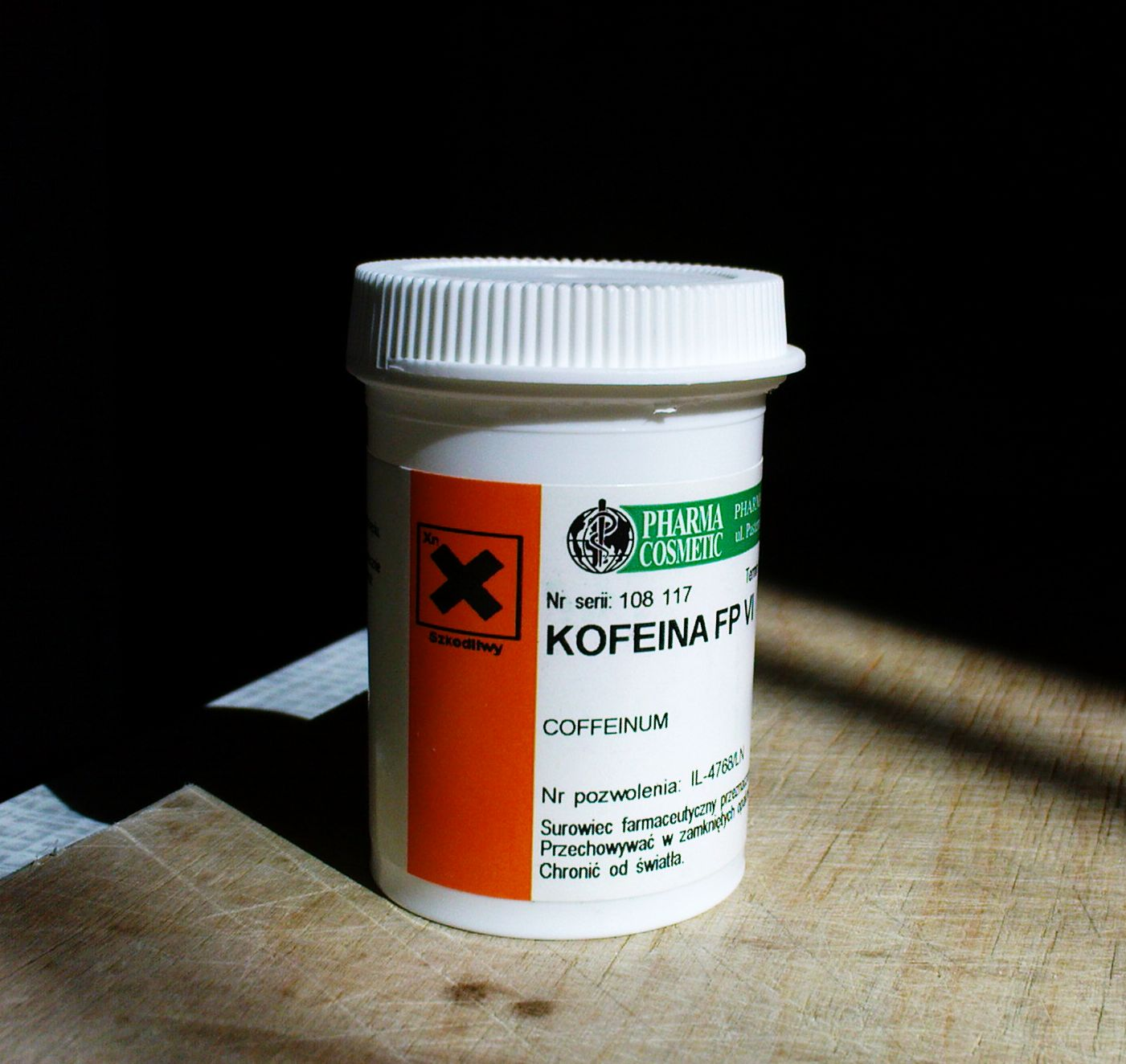
Opakowanie kofeiny wykorzystywanej jako substancja w recepturze aptecznej

W lecznictwie polskim kofeina znajduje zastosowanie w postaci czystej i mieszanin:
- Coffeinum FP XI, syn. Coffeinum purum, Coffeinum anhydricum, kofeina czysta – subst. do receptury aptecznej. Wchodzi także w skład wielu gotowych, prostych i złożonych (np. środki przeciwbólowe) preparatów leczniczych.
- Coffeinum Natrium benzoicum FP XI – mieszanina kofeiny i benzoesanu sodu (nr CAS 8000-95-1) – substancja do receptury aptecznej. Preparat uzyskiwany jest metodą „mokrą” według przepisu farmakopealnego[92], którego preparatyka nakazuje rozpuszczenie kofeiny w roztworze wodnym benzoesanu sodu, odparowanie, wysuszenie i sproszkowanie suchej pozostałości. Dawniej także w Polsce były dostępny preparat w postaci tabletek a 200 mg oraz ampułek do iniekcji. Jest to mieszanina równomolowych części kofeiny i benzoesanu sodu. Benzoesan sodu pełni w tym połączeniu rolę substancji hydrotropowej, która zapewnia rozpuszczalność kofeiny w wodzie. Zawartość kofeiny wynosi ok. 38–42%[93][92]. Od roku 2015 mieszanina ta występuje w Farmakopei polskiej jako Coffeinum et natrii benzoas[94].
- Coffeinum Natrium salicylicum FP II – mieszanina kofeiny i salicylanu sodu (nr CAS 8002-85-5) – substancja do receptury aptecznej. Preparat uzyskiwany jest metodą „mokrą” według przepisu farmakopealnego[95], którego preparatyka nakazuje rozpuszczenie kofeiny w roztworze wodnym salicylanu sodu, odparowanie, wysuszenie i sproszkowanie suchej pozostałości. Salicylan sodu pełni w tym preparacie rolę substancji hydrotropowej, która zapewnia rozpuszczalność kofeiny w wodzie. Zawartość kofeiny wynosi 39,8–42%[95].

Mieszaniny farmakopealne Coffeinum Natrium benzoicum oraz Coffeinum Natrium salicylicum jako preparaty galenowe – mogą być wytwarzane przemysłowo, ale także w zakresie receptury aptecznej. Stosowane są najczęściej jako składowe innych leków recepturowych, a niekiedy także samodzielnie.
W innych krajach do celów receptury aptecznej wytwarzane są mieszaniny kofeiny z innymi związkami, np. w Niemczech – Coffeinum citricum lub w Austrii – Phenazonum Coffeinum citricum

## Dekofeinizacja
Ekstrakcja kofeiny z kawy w celu produkcji kawy bezkofeinowej oraz odzyskania kofeiny to ważny proces przemysłowy, który może być przeprowadzony z użyciem różnych rozpuszczalników. Benzen, chloroform, trichloroetylen i dichlorometan były przez lata używane w tym celu, jednak z uwagi na względy bezpieczeństwa, wpływ na środowisko, koszty i smak produktu zostały wyparte przez następujące metody:
Ekstrakcja wodą
Ziarna kawy zanurza się w wodzie. Woda, zawierająca oprócz kofeiny wiele innych składników wpływających na smak napoju, jest następnie przepuszczana przez węgiel aktywny, który usuwa kofeinę. Woda może być potem ponownie wchłonięta przez ziarna i odparowana do sucha, dając kawę bezkofeinową zawierającą wymagane substancje aromatyczne. Wytwórcy kawy odzyskują kofeinę i odsprzedają ją na użytek napojów bezalkoholowych oraz dostępnych bez recepty tabletek z kofeiną.
Ekstrakcja dwutlenkiem węgla w stanie nadkrytycznym
Dwutlenek węgla w stanie nadkrytycznym jest wspaniałym niepolarnym rozpuszczalnikiem dla kofeiny, będąc również bezpieczniejszym niż używane alternatywnie rozpuszczalniki organiczne. Sposób ekstrakcji nie jest skomplikowany: CO2 przepuszcza się przez zielone ziarna kawy w temperaturze powyżej 31,1 °C i pod ciśnieniem 73 atmosfer. W takich warunkach CO2 osiąga stan nadkrytyczny: ma właściwości podobne do gazu, umożliwiające wnikanie do ziaren, ale też zachowuje się jak rozpuszczalnik, który wypłukuje 97–99% kofeiny. CO2 z zawartą kofeiną jest następnie natryskiwany wodą pod wysokim ciśnieniem. Uwolniona kofeina może być oddzielona na węglu aktywnym lub przez destylację, rekrystalizację lub odwróconą osmozę.
Ekstrakcja rozpuszczalnikami organicznymi
Rozpuszczalniki organiczne w rodzaju octanu etylu są znacznie bezpieczniejsze w użyciu i mniej szkodliwe niż wcześniej stosowane związki aromatyczne czy polichlorowane. Inne rozwiązanie polega na wykorzystaniu olejów triglicerydowych uzyskiwanych podczas mielenia ziaren.

## Kwestie religijne
Członkowie Kościoła Jezusa Chrystusa Świętych w Dniach Ostatnich (mormoni), Kościoła Adwentystów Dnia Siódmego, Stowarzyszenia Chrześcijańskiej Nauki i niektórych kościołów restoracjonistycznych nie spożywają kofeiny. Wyznawcy tych religii wierzą, że Bóg sprzeciwia się używaniu wszelkich substancji psychoaktywnych poza celami medycznymi.
Kościół Jezusa Chrystusa Świętych w Dniach Ostatnich wyraża w tej kwestii następującą opinię: W stosunku do napojów typu cola Kościół nigdy oficjalnie nie zajął osobnego stanowiska, jednak nasi przywódcy doradzali, jak i my teraz radzimy, nie spożywać żadnych napojów zawierających szkodliwe substancje mogące stać się przyczyną uzależnienia. (Priesthood Bulletin, Feb. 1972, p. 4) [por. Słowo mądrości].
Hindusi wyznający gaudija wisznuizm również generalnie stronią od kofeiny jako substancji mającej zaciemniać umysł i zbytnio stymulować zmysły. Aby przejść inicjację pod nadzorem guru, osoba musi wstrzymywać się od spożycia kofeiny (tak jak alkoholu, nikotyny, czy innych używek) co najmniej przez rok.
W głównym nurcie islamu kofeina jest dozwolona, jednak i tutaj nie powinna być nadużywana. Odnośnie do kofeiny zawartej w kawie imam Shihab al-Din powiedział: picie [jej] jest halal [dozwolone], ponieważ wszystkie rzeczy są halal, z wyjątkiem tych, które Bóg uczynił haram [zakazanymi].